# Россахацкий, Андрей Петрович
Андрей Петрович Россахацкий — советский хозяйственный, государственный и политический деятель.

## Биография
Родился в 1911 году в посёлке Ново-Украинский Актюбинского уезда. Член ВКП(б).
С 1929 года — на хозяйственной, общественной и политической работе. В 1929—1982 гг. — на железной дороге, лаборант, заведующий центральной лабораторией, заведующий отделом технического контроля, начальник цеха на бетонитовом комбинате треста «Магнитострой», инструктор Магнитогорского горкома ВКП(б), заместитель начальника, затем начальник политотдела Тарутинской МТС, участник Великой Отечественной войны, заведующий отделом пропаганды и агитации Чесменского райкома ВКП(б), заместитель директора Тарутинской МТС, председатель колхоза «Красный партизан», директор районной заготовительной конторы.
Избирался депутатом Верховного Совета СССР 5-го созыва.